# Вертхайм
Вертхайм (нем. Wertheim) — немецкий город на севере федеральной земли Баден-Вюртемберг, находящийся примерно в 70 км на юго-восток от Франкфурта-на-Майне и в 30 км на запад от Вюрцбурга.
Крупнейший город округа Майн-Таубер, причём с 1 января 1976 г. имеет статус большого окружного (районного) города (нем. Große Kreistadt).
Главная достопримечательность — расположенный высоко на горе одноимённый замок, разрушенный в ходе Тридцатилетней войны. На протяжении большей части своей истории он (вместе с городом) принадлежал владетельному дому Лёвенштайнов.
С туристической точки зрения интерес представляет «старый город» на месте впадения Таубера в Майн с его фахверковыми и ренессансными домами.

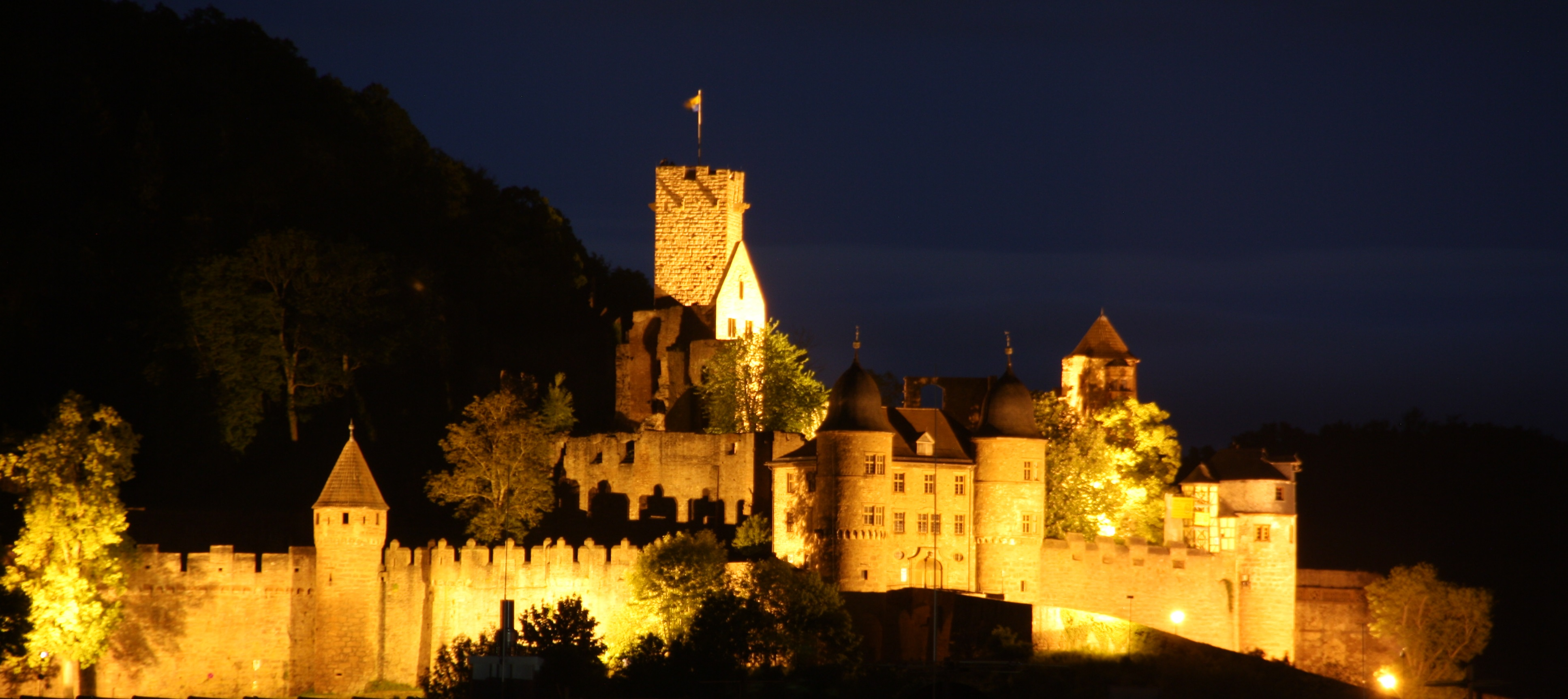
Замок Вертхайм
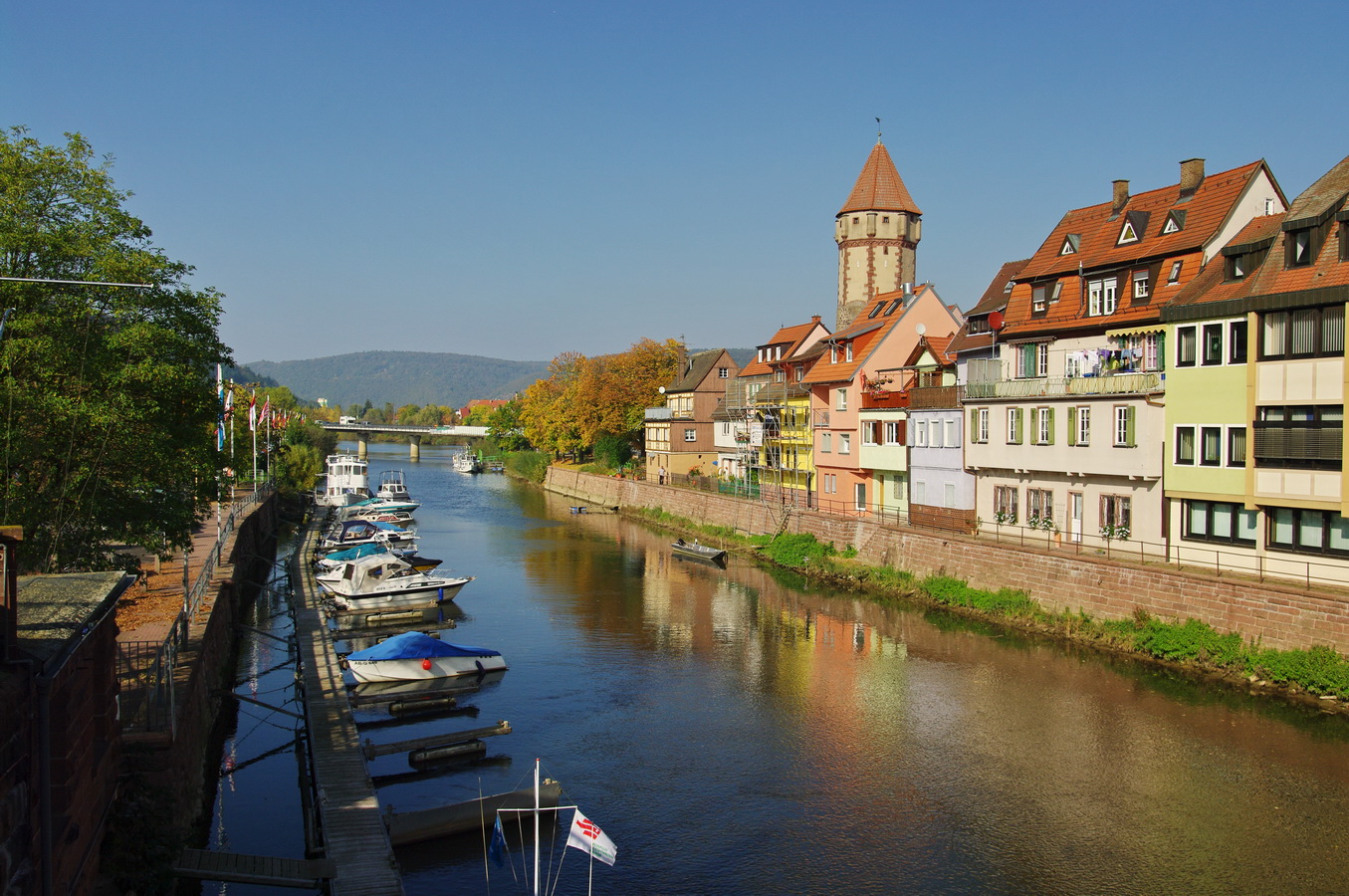
Яхтенная гавань
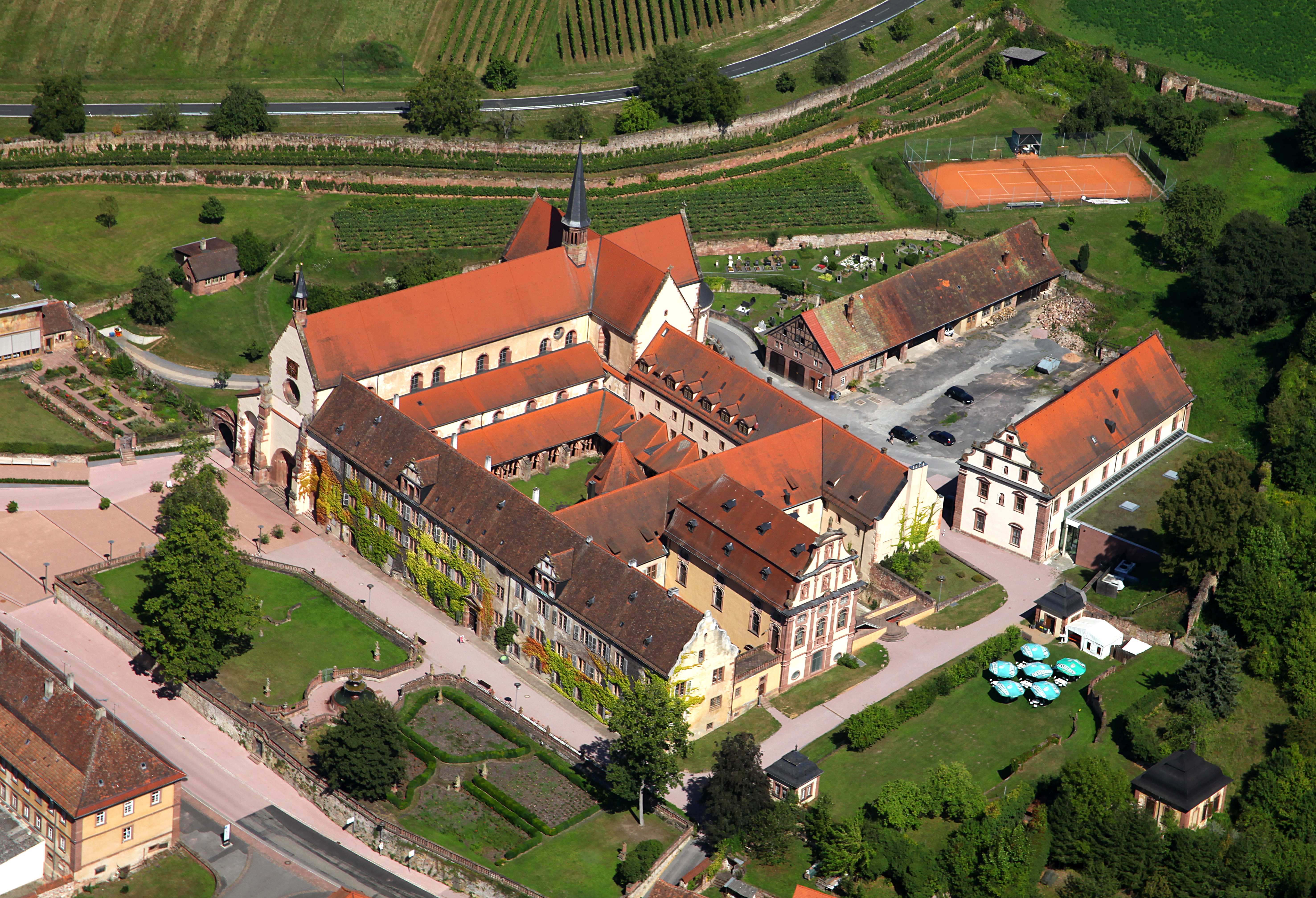
Аббатство Броннбах